# Макаренко Олексій Валентинович
Олексі́й Валенти́нович Мака́ренко — полковник Збройних сил України.

## З життєпису
Станом на червень 2014 року — виконувач обов'язків заступника командувача військ оперативного командування «Південь». Відповідає за дії батальйонів територіальної оборони в зоні АТО.
Родина проживає в Чернігові, з дружиною Вікторією виховують маленького сина.

## Нагороди
- орден Богдана Хмельницького II ступеня (2022) — за особисту мужність і самовіддані дії, виявлені у захисті державного суверенітету та територіальної цілісності України, вірність військовій присязі[1].

21 жовтня 2014 року — за особисту мужність і героїзм, виявлені у захисті державного суверенітету та територіальної цілісності України, вірність військовій присязі під час російсько-української війни, відзначений — нагороджений орденом Богдана Хмельницького III ступеня.